# Вибхишана
Вибхи́шана (санскр. विभीषण, IAST: vibhīṣaṇa) — младший брат Раваны, чудом оставшийся почитателем Вишну, или Хари, на Ланке, несмотря на ракшасов, живших там. Он признавал Раму живым воплощением Хари. Хануман, прилетевший на Ланку, сильно удивился дому похожему на храм Хари и познакомился там с Вибхишаной, узнав от него где находится Сита.
Вибхишана пытался вразумить своего брата Равану вернуть Ситу мужу, но Равана остался глух к разумным речам брата и изгнал его. Вибхишана пришёл к Раме просить спасения от своего брата, признав себя грешником. И Рама принял его с распростёртыми объятиями.
После того, как Раму и Лакшману похитили, Вибхишана догадался, что это проделки его брата Раваны и направил в Паталу Ханумана, чтобы тот освободил его хозяина. Победив Равану, Хануман на своих плечах принёс Раму и Лакшману обратно в лагерь ванаров (обезьян). Таким образом Рама установил мир во всех трёх мирах. После победы Рамы и его воинства над ракшасами Рама сделал Вибхишану своим наместником на Ланке с неограниченной властью.